# Kamenki (raïon de Bogorodsk)
Kamenki (en russe : Ка́менки) est un village de Russie situé dans le raïon (arrondissement) de Bogorodsk de l'oblast de Nijni Novgorod, siège admministratif du conseil rural de Kamenki.

## Histoire
Le raïon de Bogorodsk est formé en 1929 à partir d'une partie des volosts d'Alisteïev et de Kamenki. D'autres parties de la volost de Kamenki sont intégrées aux raïons de Borissopokrovsk et de Kstovo. Auparavant, la volost de Kamenki faisait partie de l'ouïezd de Nijni Novgorod du gouvernement de Nijni Novgorod.

## Géographie
Le village se trouve à 20 km au sud-ouest de Nijni Novgorod. La petite rivière Ounkor (affluent de la Koudma) coule à sa limite ouest.

## Population
- 1999: 1873 habitants
- 2002: 1897 habitants
- 2010: 1903 habitants

## Infrastructures
Le village dispose d'une succursale de la Poste de Russie (code 607610).

## Transport
Kamenki est sur la route fédérale R-158, reliée par une route asphaltée de 4 km de longueur à la chaussée à deux voies.
Le village est relié par la ligne d'autocars 208 au microraïon de Chtcherbinki à Nijni Novgorod
La gare ferroviaire de Tchaglovo se trouve à 700 mètres de Kamenki et relie le village à Arzamas, Nijni Novgorod, Koustovaïa, Myza et au-delà, à Moscou.

## Économie
Pendant l'époque soviétique, il y avait un sovkhoze formé en 1962 à partir de différents kolkhozes des environs. En décembre 1998, le sovkhoze disparaît pour laisser la place à la compagnie ОАО «Каменское» (Kamenskoïé). En 2001, elle figure à la liste des trois cents meilleures entreprises agricoles de Russie. En 2007, l'entreprise exploitait 7 000 hectares de terre avec 1 158 têtes de bétail. Il y a un complexe pour le tri primaire des pommes de terre et un stockage de pommes de terre d'une capacité de deux mille tonnes. En 2008, sur la base de la société Empaquetage Terminal de Nijni Novgorod, la compagnie Agrotrade a commencé la construction d'un complexe de tri, de lavage et d'emballage de pommes de terre,. Les consommateurs des produits sont les chaînes de vente au détail de Nijni Novgorod, les fournisseurs sont les entreprises agricoles de la région de Nijni Novgorod.

### Construction de chalets
En 2010, par décision du conseil du village de Kamenki, le territoire du village a été agrandi de 37,7 hectares afin de construire un lotissement de chalets appelé « Domaine de Kamenki ». Des noms ont été donnés aux nouvelles rues et l'entreprise ООО «Волжская усадьба» (Voljskaïa oussadba), appartenant au groupe pharmaceutique «Katren», se charge des travaux par l'intermédiaire de la société KamenkiInvest.

## Enseignement
Kamenki dispose d'un jardin d'enfants pour 50 enfants et d'une école moyenne (primaire et premières années du secondaire).

## Église Saint-Nicolas

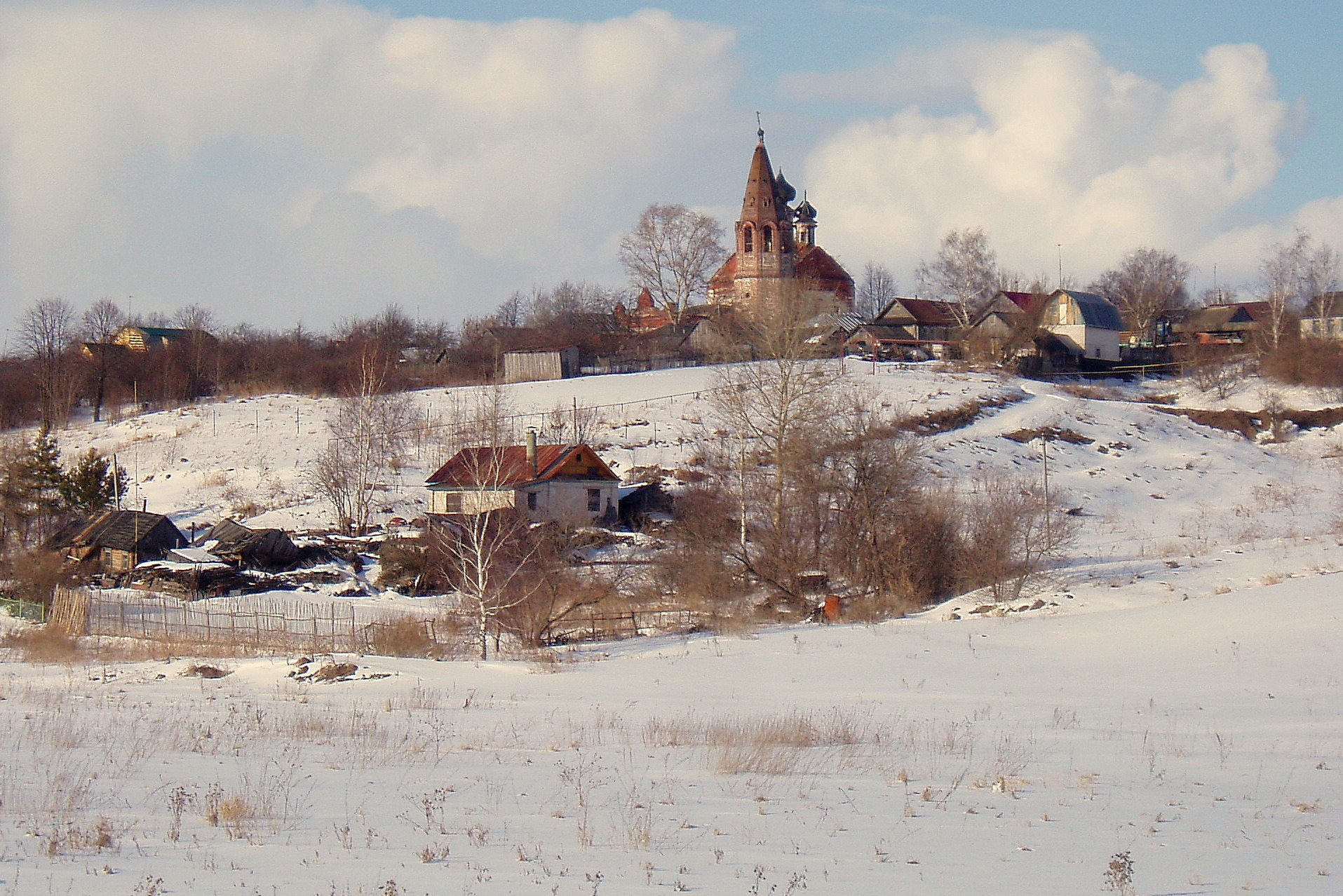
L'église Saint-Nicolas en 2010 avant sa restauration.

Le village dispose de l'église Saint-Nicolas, construite dans la seconde moitié du XVIIIe siècle sous le vocable de sainte Sophie (dédicace de la chapelle à côté). L'église est fermée au culte en 1938 et utilisée comme garage pour les tracteurs et autres machines agricoles du kolkhoze.
La paroisse renaît de ses cendres en 2005 au sein du doyenné de Bogorodsk de l'éparchie de Nijni Novgorod. Une procession a lieu le 16 juin 2009 avec l'icône de Notre-Dame de Vladimir et le 17 juin suivant une liturgie divine, la première depuis 70 ans, est célébrée à l'église.